# Český slavík Mattoni 2011
Český slavík 2011 byl 46. ročník ankety popularity českých zpěváků a písní.

## Výsledky

### Absolutní slavík
Lucie Bílá

### Zpěvačky
| Pořadí | Jméno              | Body   |
| ------ | ------------------ | ------ |
| 1.     | Lucie Bílá         | 42 242 |
| 2.     | Lucie Vondráčková  | 27 869 |
| 3.     | Ewa Farna          | 15 709 |
| 4.     | Aneta Langerová    | 10 468 |
| 5.     | Anna K             | 8 069  |
| 6.     | Monika Absolonová  | 5 952  |
| 7.     | Markéta Konvičková | 5 804  |
| 8.     | Marie Rottrová     | 5 460  |
| 9.     | Hana Zagorová      | 4 580  |
| 10.    | Věra Špinarová     | 4 057  |

### Zpěváci
| Pořadí | Jméno            | Body   |
| ------ | ---------------- | ------ |
| 1.     | Karel Gott       | 32 565 |
| 2.     | Tomáš Klus       | 15 088 |
| 3.     | Michal David     | 13 818 |
| 4.     | Vojtěch Dyk      | 13 682 |
| 5.     | Petr Kolář       | 13 352 |
| 6.     | Daniel Landa     | 7 938  |
| 7.     | Daniel Bárta     | 4 580  |
| 8.     | Dalibor Janda    | 4 568  |
| 9.     | Jaromír Nohavica | 4 395  |
| 10.    | Richard Krajčo   | 4 385  |

### Skupiny
| Pořadí | Jméno        | Body   |
| ------ | ------------ | ------ |
| 1.     | Kabát        | 23 079 |
| 2.     | Nightwork    | 17 848 |
| 3.     | Chinaski     | 13 222 |
| 4.     | Kryštof      | 9 821  |
| 5.     | Divokej Bill | 8 721  |
| 6.     | Olympic      | 7 333  |
| 7.     | Citron       | 6 387  |
| 8.     | Čechomor     | 5 863  |
| 9.     | Argema       | 5 566  |
| 10.    | 4TET         | 3 665  |

### Skokan roku
- Monika Bagárová

### Objev roku
- Gabriela Gunčíková